# اسون مارتینک
اسون مارتینک (آلمانی: Sven Martinek؛ زادهٔ ۱۸ فوریهٔ ۱۹۶۴) هنرپیشه اهل آلمان است.
وی بازیگر فیلم‌هایی همچون هشدار برای کبرا ۱۱ و پرونده‌ای برای دو نفر بوده‌است.